# 画集
| ウィキペディアには「画集」という見出しの百科事典記事はありません（タイトルに「画集」を含むページの一覧/「画集」で始まるページの一覧）。 代わりにウィクショナリーのページ「画集」が役に立つかもしれません。 |